# Locros fils de Physcos
Pour les articles homonymes, voir Locros.
Dans la mythologie grecque, Locros (en grec ancien Λοκρός / Lokrós), fils de Physcos, est roi des Lélèges et le héros éponyme de la Locride.

## Sources
- Catalogue des femmes [détail des éditions], fr. 234 MW = Strabon, Géographie [détail des éditions] [lire en ligne], VII, 7, 2.
- Pindare, Odes [détail des éditions] (lire en ligne), Olympiques, IX, 80 et suiv.
- Plutarque, Questions grecques, 15 (comp. Athénée, Deipnosophistes [détail des éditions] (lire en ligne),  II 82, 70c-d).